# 메돌라

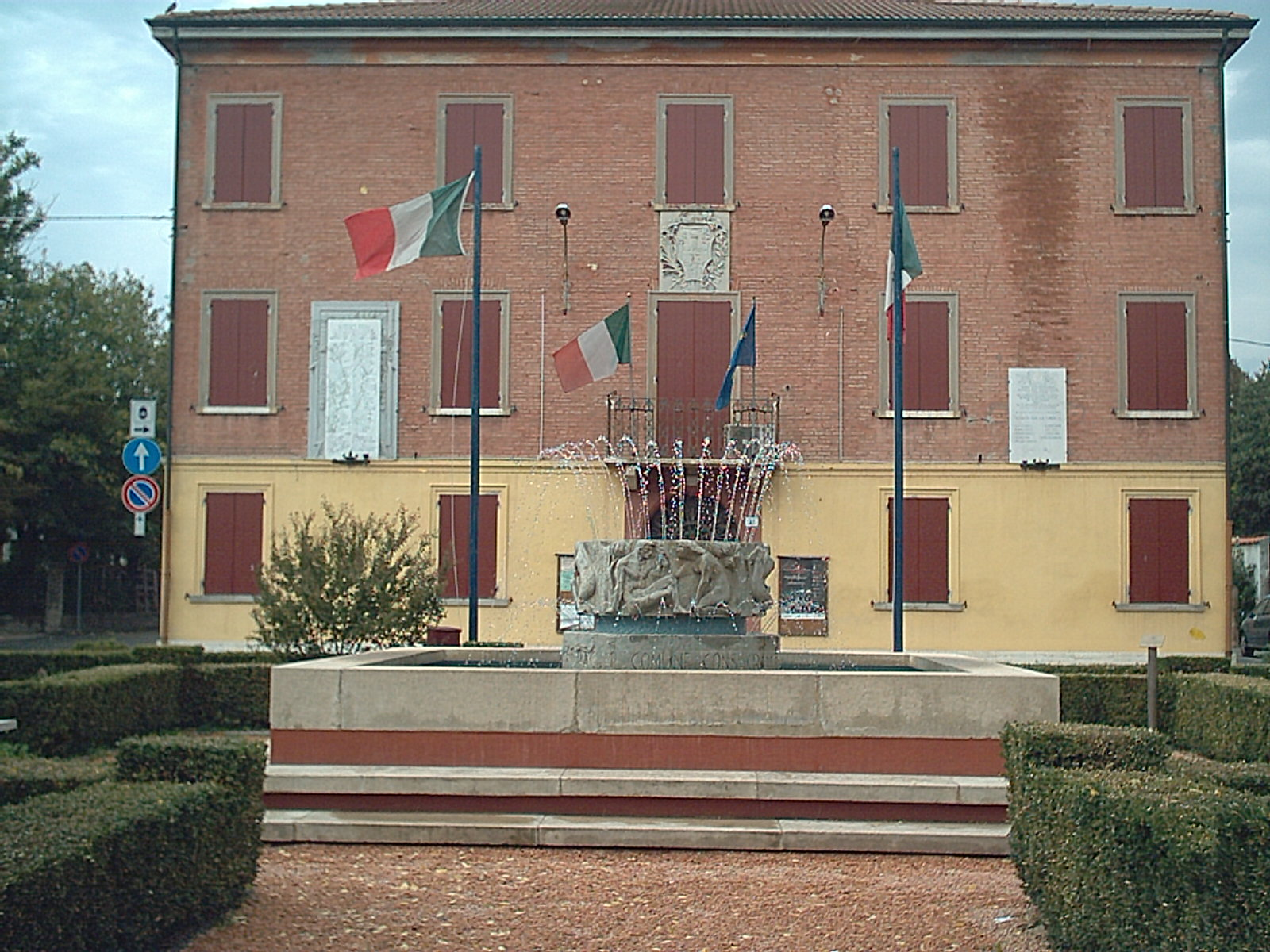

메돌라(Medolla, 미란돌어: Mdòla)는 이탈리아 에밀리아로마냐주 모데나도의 코무네(자치단체)로, 볼로냐에서 북서쪽으로 약 45km(28마일), 모데나에서 북동쪽으로 약 25km(16마일) 떨어진 곳에 위치해 있다.
메돌라는 봄포르토, 캄포산토, 카베초, 미란돌라, 산 펠리체 술 파나로, 산 프로스페로와 같은 지방 자치 단체와 접해 있다.